# Zbigniew Wiszniewski
Zbigniew Wiszniewski (* 30. Juli 1922 in Lemberg, Zweite Polnische Republik; † 11. Oktober 1999 in Warschau, Polen) war ein polnischer Komponist und Musikpädagoge.
Wiszniewski studierte von 1946 bis 1951 an der Musikakademie Łódź Musiktheorie und Komposition bei Kazimierz Sikorski sowie Bratsche bei Mieczysław Szaleski. Von 1948 bis 1957 arbeitete er als Bratschist, und anderem ab 1955 im Orchester des Polnischen Tanzensembles. Ab 1954 unterrichtete er an der Staatlichen Fachschule für Musik, von 1979 bis 1988 und dann ab 1993 an der
Musikhochschule Warschau.
In den Jahren von 1957 bis 1966 und von 1968 bis 1985 war er Musikredakteur beim Polnischen Radio in Warschau, von 1957 bis 1962 arbeitete er auch in dessen Experimentalstudio. Beim Verlag B. Schott’s Söhne in Mainz wirkte er von 1966 bis 1968 als Lektor an der Herausgabe der Ergänzungsbände des Riemann Musiklexikons mit. Von 1982 bis 1984 war er Redakteur bei der Zeitschrift Poradnik Muzyczny. Er war Mitbegründer des polnischen Geigenbauerverbandes und verfasste eine theoretische Schrift über die Beurteilung der Instrumente.
Als Komponist erhielt Wiszniewski zahlreiche Auszeichnungen, darunter den Preis beim Prix Italia von Radiotelevisione Italiana für die Radiooper Neffru (1959), den Preis der Première Semaine Chrétienne Internationale de TV in Monaca für das Fernsehoratorium Genesis und das Goldene Mikrofon (Złoty Mikrofon) für seine herausragenden kreativen Leistungen im polnischen Rundfunk.

## Werke
- Kwartet smyczkowy nr 1 (1952)
- Neffru, Rundfunkoper (1958–59)
- Ad hominem, Ballett für gemischten Chor und Orchester (1962)
- Trio für Oboe, Harfe und Bratsche (1963)
- Sonata für Violine solo (1963)
- Tre pezzi della tradizione für gemischten Chor und Orchester (1964)
- Kammermusik nr 1 für Oboe, Oboe d’amore, Englischhorn und Fagott (1965–67)
- Tristia quattro pezzi da camera für acht Instrumente (1965)
- Tre intermezzi per arpa sola (1965)
- Kammermusik nr 2 für zehn Instrumente (1966)
- Kammermusik nr 3 (Kadenzen für Schlagzeug) (1966)
- Duo per flauto e viola (1966)
- Triptychon für Orchester (1967)
- Genesis, Fernsehoratorium für Bariton, Schauspieler, Chor und Orchester (1967)
- Konzert für Klarinette und Streicher (1968–70)
- Bracia, Fernsehoratorium für Schauspieler, Männerchor und Orchester (1970–72)
- Sichel versäumter Stunden, Kantate für Chor und Orchester (1971)
- Pater noster, Rundfunkoper (1971–74)
- Kammermusik nr 4 für zehn Instrumente (1972–73)
- Quartetto per flauto, corno, pianoforte e contrabbasso (1972)
- Ad if, Rundfunkoper (1973)
- Sonata per violoncello solo (1977)
- Duo für Flüte und Horn (1977)
- Duo für Basstuba und Schlagzeug (1981)
- Duo für Altsaxophon und Marimba (1982)
- Kwartet für vier Geiger (1982)
- Rhapsodia für Violine und Harfe (1982)
- Duo für Altsaxophon und Violoncello (1983)
- Kwintet für Oboe, Fagott, Geige, Bratsche und Cello (1984)
- Duo für Akkordeon und Gitarre (1984)
- Trio für Altsaxophon in Es, Akkordeon und Schlagzeug (1985)
- Duo für Trompete und Basstuba (1985)
- Ballada für Mandoline und Keltische Harfe (1985)
- Für Cembalo (1985)
- Für Orgel (1986)
- Sinfonia da camera für Streicher (1987)
- Koncert skrzypcowy (Violinkonzert) (1987)
- Trio für Viola d’amore, Akkordeon und Orgel (1987)
- Trigonos für zwei Akkordeons und Orgel (1987)
- Kwartet für Laute, Perkussion, Pommer und Krummhorn (1987)
- Concertante für Oboe, Cembalo und Streicher (1987)
- Ballade de Villon de la Grosse Margot für Bariton, Chor und fünf Instrumente (1988)
- Duo für 2 Violoncelli (1988)
- Pro organo (1988)
- Trio für Flöte, Cembalo und Violoncello (1988)
- Koncert podwójny für Trompete, Akkordeon und Orchester (1989)
- Sonata für Oboe solo (1989)
- Duo für Akkordeon und Posaune (1990)
- Kwartet smyczkowy nr 2 (1990)
- Kanon für Chor und Instrumente (1992)
- Sonata für Viola d’amore (1992)